# Coupe nord-africaine des clubs champions
La Coupe Nord-Africaine des Clubs Champions est une ancienne compétition de football, lancée en 2008 et disparu en 2010, organisée par l'UNAF. Elle oppose les clubs champions nationaux des pays de l'Afrique du Nord que sont le Maroc, l'Algérie, la Tunisie, la Libye.

## Histoire
La Coupe nord-africaine des clubs, également appelée Coupe de l'UNAF, abrégée aussi en Coupe UNAF 1, est une compétition qui succède à la défunte Coupe du Maghreb des clubs champions. Elle est à présent régie par la nouvelle organisation du football maghrébin qui se nomme Union nord-africaine de football, également abrégée en UNAF.
En voyant les autres sous-confédérations africaines de football qui continuait d'organiser des compétitions régionales de clubs, les dirigeants du football des pays du Maghreb décidèrent donc de remettre au goût du jour une compétition internationale, comme la Coupe du Maghreb des clubs champions, qui avait permis à certains clubs de bâtir leur gloire.
Le but premier était d'augmenter la compétitivité du football nord-africain, de faire progresser son niveau dans un esprit sportif et fraternel. Outre les compétitions de clubs, des compétitions avec les différentes sélections nationales sont également organisées.
Une nouveauté, les clubs égyptiens qui dans les anciennes compétitions avaient toujours refuser d'y participer, font leur apparition dans cette compétition et leur fédération devient donc un membre de l'UNAF. Les participants sont les clubs champions des championnats de football du Maroc, d'Algérie, de Tunisie, d'Égypte, et de Libye, cependant un barrage est organisé suivant un tirage au sort et est disputé avant le stade des demi-finales.
Chaque rencontre se disputait en matchs aller et retour, mais actuellement le principe est un mini championnat en match simple. Un trophée est donné au vainqueur qui peut en réaliser une copie et doit le restituer un mois avant le début de la prochaine édition. Des primes sont également alloués dans cette compétition avec : 250 000 dollars pour le vainqueur, 100 000 dollars pour le finaliste, 75 000 dollars pour le troisième, 50 000 dollars pour le quatrième. S'ajoutent à cela 100 000 dollars pour chaque club participant, 20 000 dollars pour chaque match disputé par une équipe et enfin 25 000 dollars pour chaque fédération.
La première édition a eu lieu en 2008, et a vu la participation de la JS Kabylie (Algérie), du Club Africain (Tunisie), du FAR de Rabat (Maroc) et Al-Ittihad Tripoli (Libye). Le représentant égyptien Al Ahly SC refusa d'y participer. À noter également que depuis 2010 le champion dispute avec le vainqueur de la Coupe nord-africaine des vainqueurs de coupe la Supercoupe de l'UNAF.

## Palmarès
| Édition | Vainqueur     | Finaliste | Score                      | Lieux             |
| ------- | ------------- | --------- | -------------------------- | ----------------- |
| 2008    | Club africain | AS.FAR    | 0-0, puis 0-0 (3-2 t.a.b.) | Radès, puis Fès   |
| 2009    | ES Sétif      | ES Tunis  | 1-1, puis 1-1 (6-5 t.a.b.) | Sétif, puis Radès |
| 2010    | Club africain | MC Alger  | 2-0, puis 1-1              | Tunis, puis Alger |

## Bilan

### Bilan par pays
| Pays    | Victoires | Finales perdues | Clubs vainqueurs  |
| ------- | --------- | --------------- | ----------------- |
| Tunisie | 2         | 1               | Club africain (2) |
| Algérie | 1         | 1               | ES Sétif (1)      |

### Bilan par club
| # | Club                                           | Pays    | Victoires | Finales perdues | Années     |
| - | ---------------------------------------------- | ------- | --------- | --------------- | ---------- |
| 1 | Club Africain                                  | Tunisie | 2         | 0               | 2008, 2010 |
| 2 | Entente sportive de Sétif                      | Algérie | 1         | 0               | 2009       |
| 3 | Mouloudia Club d'Alger                         | Algérie | 0         | 1               |            |
| 4 | Espérance sportive de Tunis                    | Tunisie | 0         | 1               |            |
| 5 | Association sportive des Forces armées royales | Maroc   | 0         | 1               |            |

## Primes
Chaque participant touche une prime en fonction de ses résultats:
- 100 000 dollars pour le vainqueur.
- 75 000 dollars pour le finaliste.
- 50 000 dollars pour le troisième.
- 25 000 dollars pour le quatrième.